# Illigera novoguineensis
Illigera novoguineensis är en tvåhjärtbladig växtart som beskrevs av Kubitzki. Illigera novoguineensis ingår i släktet Illigera och familjen Hernandiaceae. Inga underarter finns listade i Catalogue of Life.